# Phormingochilus
Phormingochilus is een geslacht van spinnen uit de familie vogelspinnen (Theraphosidae). Dit geslacht treft men aan in landen in Zuidoost-Azië, voornamelijk in Thailand en op Sumatra. De grootste soort (P. everetti) kan een lichaamslengte van 7,5 cm bereiken, maar meestal worden ze 5 tot 6 cm lang. Normaal gezien worden deze soorten niet in gevangenschap gehouden, omdat ze redelijk zeldzaam zijn (vooral P. fuchsi en P. tigrinus).

## Soorten
De volgende soorten zijn bij het geslacht ingedeeld:
- Phormingochilus everetti Pocock, 1895
- Phormingochilus fuchsi Strand, 1906
- Phormingochilus tigrinus Pocock, 1895